# Gydan-Halbinsel
Die Gydan-Halbinsel (russisch Гыданский полуостров, Gydanski poluostrow) ist eine Halbinsel im nördlichen Westsibirien im asiatischen Teil Russlands.

## Geographie und natürliche Bedingungen
Die mehr als 100.000 km² große Halbinsel liegt im nördlichen Teil des Westsibirischen Tieflands an der Küste der Karasee, eines Randmeers des Arktischen Ozeans. Im Westen wird sie vom Obbusen und dem von Osten in ihn einmündenden Tasbusen begrenzt, im Osten vom Mündungstrichter des Jenissei (Jenisseibusen). Der nördliche Teil der Halbinsel wird vom Gydanbusen in zwei Teile getrennt. Die Halbinsel erstreckt sich in nord-südlicher sowie in west-östlicher Richtung über etwa 400 Kilometer.
Die Oberfläche stellt eine hügelige Ebene dar, die von quartären marinen und glazialen Sedimenten geprägt ist. In der entlang der Westseite der Halbinsel verlaufenden Juribei-Hügelkette (Juribeiskaja grjada) und der die Halbinsel von Südwest nach Nordost durchschneidenden Gydan-Hügelkette (Gydanskaja grjada) werden Höhen von gut 150 Metern über dem Meeresspiegel erreicht. Die flacheren Teile der Halbinsel, insbesondere um den Gydanbusen, sind stark versumpft und seenreich; die größten Seen sind Jambuto, Periptaweto, Chassato, Chutscheto und Jarato. Südlich wird die Halbinsel vom etwa 200 Meter hohen Tanama-Höhenzug (Tanamskaja woswyschennost) begrenzt.
Die bedeutendsten Flüsse sind der 479 km lange, in den Gydanbusen mündende Juribei sowie die in den Jenissei-Unterlauf mündende, 521 km lange Tanama.
Das Klima ist rau; die mittlere Januartemperatur beträgt −26 °C bis −30 °C, die mittlere Julitemperatur +4 °C bis +11,5 °C. Die mittlere Niederschlagsmenge ist mit 200 bis 300 mm relativ gering. Es überwiegt Tundralandschaft, die im Südteil der Halbinsel in lichte Waldtundra übergeht.

## Bevölkerung und Wirtschaft
Administrativ gehört das Territorium vorwiegend zum Autonomen Kreis der Jamal-Nenzen (Rajon Tasowski), nur der äußerste Osten zur Region Krasnojarsk (Rajon Taimyr, ehemals Autonomer Kreis).
Die Gydan-Halbinsel ist nur sehr dünn besiedelt; dort leben insgesamt etwa 7000 Menschen. Es gibt heute nur zwei ständig bewohnte Ortschaften, Antipajuta am Tasbusen und Gyda am Gydanbusen. Im äußersten Nordosten liegt am Ufer des Jenisseibusens die 1934 gegründete Polarstation Leskino. Ganzjährig befahrbare Verkehrswege fehlen.
Einen Großteil der Bevölkerung stellen Angehörige des indigenen Volkes der Nenzen, die nomadisch oder halbnomadisch Rentierzucht, Jagd und Fischfang betreiben. Insbesondere im Westteil der Halbinsel wurde eine Reihe von Erdgaslagerstätten entdeckt, aber bislang nicht erschlossen.
Der Nordteil der Halbinsel sowie einige vorgelagerte Inseln, darunter Oleni, wurden 1996 als Sapowednik Gydanski unter Naturschutz gestellt. Die fünf Teilflächen des Gebietes umfassen zusammen 878.174 Hektar.